# Martina Berther
Martina Berther (* 1984 in Chur) ist eine Schweizer Fusion- und Improvisationsmusikerin (E-Bass). „Ihr Klangspektrum reicht von Pop, Jazz, Punk und Noise bis hin zu experimenteller Musik und freier Improvisation.“

## Wirken
Berther studierte bis zum Abschluss 2012 Musikpädagogik und Performance Jazz an der Hochschule Luzern. Zunächst gehörte sie zum Fischermanns Orchestra, mit dem sie Conducting Sessions und drei weitere Alben aufnahm. Ab 2014 gehörte sie zu Florian Eglis Quartett Weird Beard, mit dem die Alben Everything Moves und Orientation für Intakt Records entstanden. Im Duo Ester Poly mit Béatrice Graf veröffentlichte sie bei Ikarus das Album Pique Dame. Mit dem Kollektiv AUL (mit dem Gitarristen Roland Waespe und Schlagzeuger Mario Hänni) spielte sie das Album Uto ein. Weiterhin trat sie auch international im Duo mit der Sängerin Sophie Hunger auf sowie mit Solokonzerten (als „Frida Stroom“). Daneben komponiert sie für den Film („Geburt“) und ist als Sessionmusikerin unterwegs. Sie arbeitete mit Big Zis, Hans Koch, Polydeuces Pollux, Revolte auf Luna Stroom, Me, Valentin & You, Ursina, Bibi Vaplan (Cler Cler), True, Christy Dorans 144 Strings for a Broken Chord sowie Simone Lappert.
2018 erhielt Berther, die seit 2016 in Zürich lebt, das Werkjahr der Stadt Zürich; im Jahr 2020 wurde sie mit dem Schweizer Kulturpreis ausgezeichnet.

## Auszeichnungen
- 2012: Förderpreis – Kulturpreis der Stadt Chur